# Хасамі

33°8′17″ пн. ш. 129°53′44″ сх. д. / 33.13806° пн. ш. 129.89556° сх. д.
Хасамі (яп. 波佐見町) — містечко в Японії, в повіті Хіґасісоноґі префектури Нагасакі.